# Copper (série télévisée)
Pour les articles homonymes, voir Copper.
Copper est une série télévisée américaine en 23 épisodes de 45 minutes créée par Tom Fontana et diffusée entre le 19 août 2012 et le 22 septembre 2013 sur BBC America et à partir du 26 août 2012 sur Showcase au Canada.
Au Québec, elle est diffusée à partir du 4 novembre 2013 sur AddikTV. En France la série est diffusée sur 13e rue depuis le 20 juin 2015.

## Synopsis
Se déroulant au milieu du XIXe siècle, la série raconte l'histoire d’un immigré irlandais Kevin Corcoran un jeune policier dans le quartier de Five Points à New York durant les dernières années de la guerre de Sécession. Parallèlement à son travail, il enquête cherchant à découvrir la vérité sur la disparition de son épouse et la mort de sa fille. Son amitié avec deux compatriotes pendant la Guerre Civile, le fils d'un riche industriel et un médecin afro-américain, l'amène à côtoyer aussi bien la très chic 5e Avenue que le Harlem populaire. De leurs années de combats, les trois amis partagent un terrible secret qui lie leurs vies à jamais.

## Production

### Distribution
- Tom Weston-Jones (en) (VFB : Mathieu Moreau) : Kevin « Corky » Corcoran, un immigré irlandais, policier à New York
- Kyle Schmid (VFB : Michelangelo Marchese) : Robert Morehouse, le fils d'un riche industriel résidant sur la Cinquième avenue et ami de Corcoran
- Ato Essandoh (VFB : Claudio Dos Santos) : Matthew Freeman, un afro-américain qui sert de médecin légiste pour Corcoran
- Anastasia Griffith (VFB : Claire Tefnin) : Elizabeth Haverford, la femme d'un industriel de la Cinquième avenue, ami des Morehouse
- Franka Potente : Eva Heissen, mère maquerelle d'un bordel
- Kevin Ryan (VFB : Sébastien Hébrant) : Francis Maguire, un collègue irlandais de Corcoran
- Dylan Taylor (en) : Andrew O’Brien, détective qui travaille avec Corcoran et Maguire
- Kiara Glasco (VFB : Émilie Guillaume) : Annie Reilly, jeune prostituée orpheline
- Tessa Thompson (VFB : Mélanie Dermont) : Sara, la femme de Matthew Freeman dont les frères a été lynché par un groupe d'irlandais
- Alex Paxton-Beesley (VFB : Myriem Akheddiou)  : Ellen Corcoran, femme de Corky
- Ron White : Ciaran Joseph Sullivan, capitaine du 6e département
- Donal Logue (VFB : Jean-Michel Vovk) : Brendan Donovan, Brigadier Général de la guerre civile
- Alfre Woodard (VFB : Nathalie Hons): Hattie Lemaster, mère de Sara

### Récurrents
- Kendra Anderson (VF : Ethel Houbiers)[4] : Kentigerna McGrath

Version française
- Société de doublage : Mediadub International (Belgique[5])
- Direction artistique : Daniel Nicodème & David Macaluso[5]
- Adaptation des dialogues : Blandine Gaydon, Jérôme Dalotel & Armelle Guérin[5]

Source VF : Doublage Séries Database

### Fiche technique
- Titre original : Copper
- Création : Tom Fontana
- Scénario : Will Rokos, Tom Fontana
- Réalisation : Jeff Woolnough, Ken Girotti, Clark Johnson, Larysa Kondracki
- Musique : Brian Keane
- Production : Bran Van Arragon, Glen Salzman
- Sociétés de production : Cineflix Studios, Shaw Media
- Pays d'origine :  États-Unis
- Langue originale : anglais
- Durée : 45 minutes

## Épisodes

### Première saison (2012)
1. La Revenante (Surviving Death)
2. Maris et pères (Husbands and Fathers)
3. Apaiser la colère divine (In the Hands of an Angry God)
4. Le médaillon (The Empty Locket)
5. La tempête (La Tempête)
6. Une bonne part de gâteau (Arsenic and Old Cake)
7. L'école de l'Hudson River (The Hudson River School)
8. Vent de changement (Better Times Are Coming)
9. Jour de grâce (A Day to Give Thanks)
10. Un plan diabolique (A Vast and Fiendish Plot)

### Deuxième saison (2013)
Le 18 octobre 2012, la série a été renouvelée pour une deuxième saison de 13 épisodes diffusée depuis le 23 juin 2013.
1. Home, Sweet Home (Home, Sweet Home)
2. Aileen Aroon (Aileen Aroon)
3. Enfants de la guerre (The Children of the Battlefield)
4. Pourras-tu oublier ? (I Defy Thee to Forget)
5. De bon matin (A Morning Song)
6. A toi, qui vas mourir (To One Shortly to Die)
7. L'espoir est éphémère (The Hope Too Bright to Last)
8. Et la vie continue (Ashes Denote That Fire Was)
9. À chacun ses faiblesses (Think Gently of the Erring)
10. L'Irlandais est gentilhomme (The Fine Ould Irish Gintleman)
11. Bon cœur, main secourable (Good Heart and Willing Hand)
12. Un joli rêve (Beautiful Dreamer)
13. Ici, chez moi (The Place I Called My Home)

## Sources
- (en) Cet article est partiellement ou en totalité issu de l’article de Wikipédia en anglais intitulé « Copper (TV series) » (voir la liste des auteurs).